# Большеглазая сельдь
Большеглазая сельдь (лат. Elops saurus) — вид рыб монотипического семейства элопсовых отряда тарпонообразных. Обитают в субтропических водах северо-западной и центрально-западной части Атлантического океана. Встречаются на глубине до 50 м. Тело продолговатое, низкое, почти круглое в сечении, покрыто циклоидной чешуёй. Максимальная зарегистрированная длина 100 см. Являются объектом целевого коммерческого промысла. 

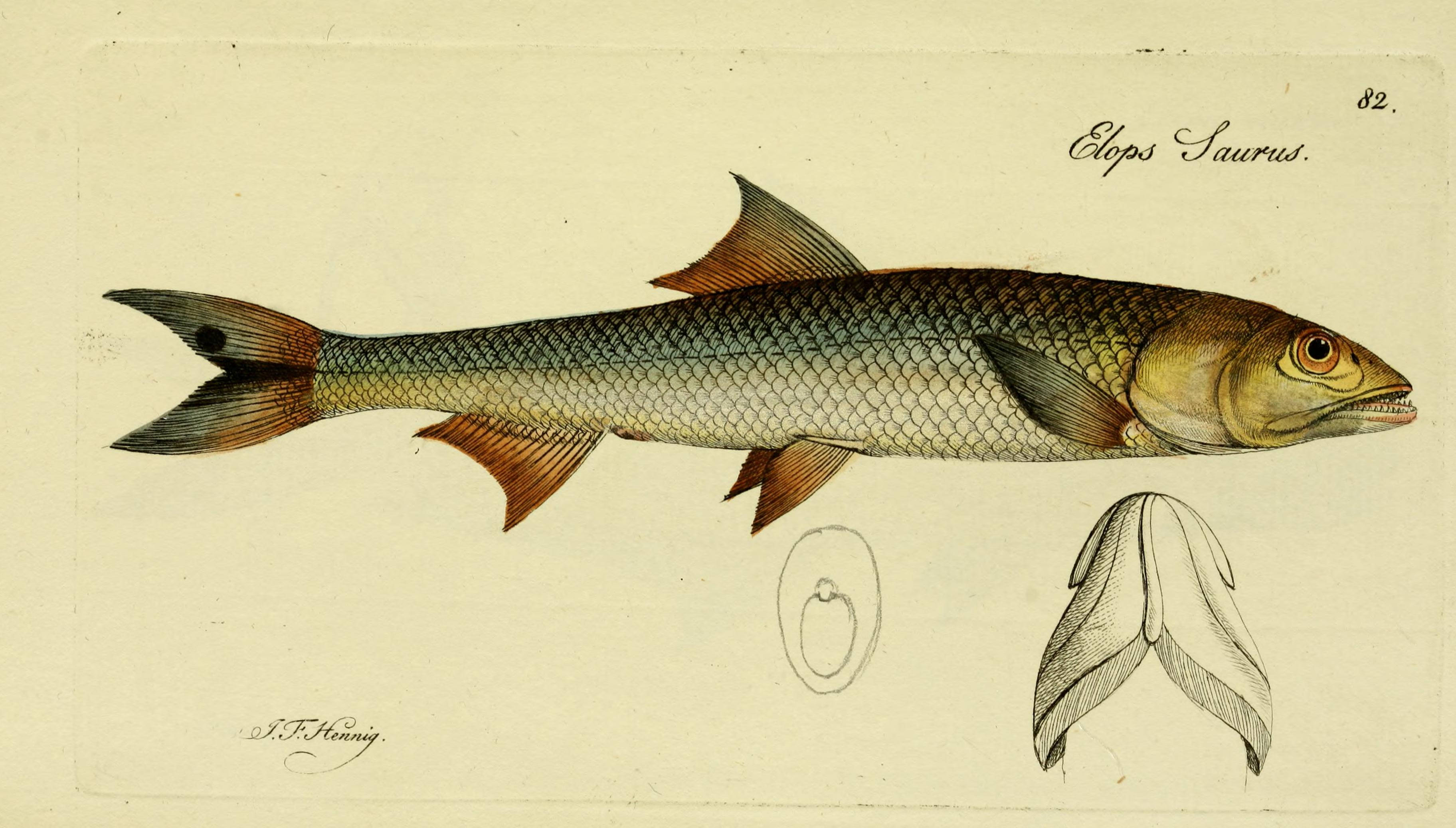
Старинное изображение большеглазой сельди (1801)

## Таксономия
В настоящее время нет единой точки зрения на число видов, входящих в род элопсов. В 2010 году выделен новый вид E. smithi, который отличают от большеглазой сельди по количеству миомеров у личинок и количеству позвонков у взрослых особей.

## Ареал и среда обитания
Большеглазые сельди обитают в Атлантическом океане, у берегов Багамских островов, Мексики и США. Эта стайная пелагическая рыба встречается в открытых и прибрежных водах, в эстуариях рек, включая мангры, на глубине до 50 м.

## Описание
Тело продолговатое, низкое (его высота составляет 14,5—18,3 % длины тела), сечение почти круглое, покрыто мелкой циклоидной чешуёй. Брюхо гладкое, лишено килевых чешуй. Спинной плавник начинается на уровне вертикали от середины тела, лучи мягкие, неветвистые, основание анального плавника лежит далеко позади спинного. Под передними лучами спинного плавника расположен брюшной плавник. Боковая линия прямая, образована неветвистыми трубочками. Глаза крупные (диаметр достигает 5,6—6,3 % длины тела) с жировым веком. Рот большой, почти конечный, нижняя челюсть слабовыдвижная, немного выдаётся вперед; верхнечелюстная кость заходит далеко за задний край глаза. Между выростами нижней челюсти имеется гулярная пластинка.
В спинном плавнике 5—8 колючих и 18—19 мягких лучей; в анальном плавнике 4—5 колючих и 12—13 мягких лучей; жаберных тычинок 6—8 + 10—17; чешуй в боковой линии 103—120; позвонков 73—80.
Окраска дорсальной поверхности синевато-зеленоватая, бока и брюшко серебристые. Максимальная зарегистрированная длина 100 см, а масса 10,1 кг.

## Биология
Икрометание порционное. В Мексиканском заливе нерест происходит в декабре—марте, когда половозрелые особи уплывают от берега на 25—35 километров и мечут икру. Икра пелагическая. Развитие личинок большеглазой сельди происходит в три этапа. Первый этап — лептоцефала — продолжается от вылупления (5 мм) до достижения длины тела 45 мм. На этом этапе тело личинки имеет форму ленты, голова маленькая, зубы длинные и острые, кинжаловидные. У личинки длиной 20 мм уже имеется сформированный хвостовой плавник. На втором этапе тело становиться толще и укорачивается (иногда до 20 мм), к концу этапа голова меняет форму, исчезают кинжаловидные зубы. В третий период личинка снова растёт и по форме становится похожа на взрослую рыбу; появляются спинной, анальный и грудные плавники.

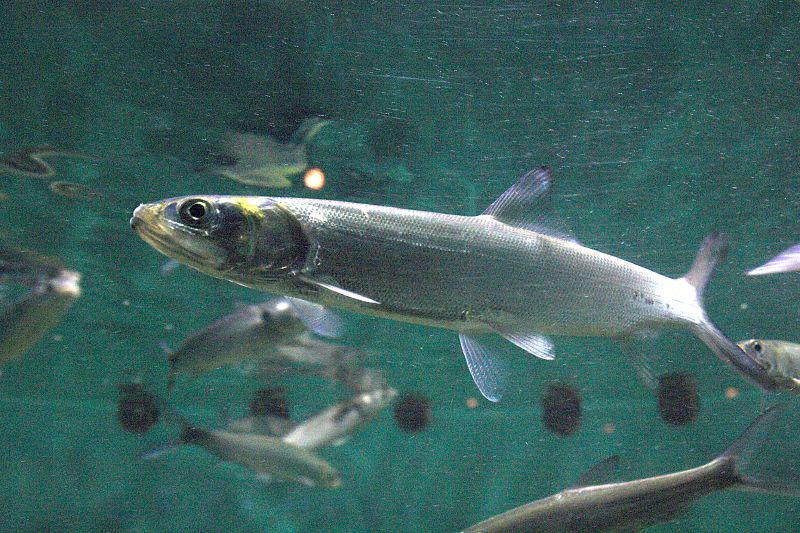
Большеглазая сельдь в аквариуме, Новый Орлеан

Достигнув длины 40—50 мм личинки возвращаются в прибрежные воды и продолжают развитие в эстуариях и бухтах с обильной подводной растительностью при температуре воды 25—30 °С.
В Мексиканском заливе жизни средняя длина тела рыб к концу второго года жизни равна примерно 14 см, 3-го года — 20—22 см, 4-го года — 24—27 см, в 5 лет — 29—31 см. В уловах большеглазой сельди в водах Мексиканского залива преобладают особи массой тела 2—3 кг.
В Мексиканском заливе основу рациона большеглазой сельди составляют креветки Penaeus spp., следующий по значимости компонент — рыбы семейства анчоусовых и мелкие крабы Portunidae и Callinectes spp.

## Взаимодействие с человеком
Большеглазые сельди представляют незначительный интерес для коммерческого промысла. Их добывают пелагическими и придоннопелагическими тралами, а также крючковой снастью. Мясо нежирное и довольно сухое. Обычно служит сырьём для производства натуральных и бланшированных в масле консервов. Иногда его подвергают холодному и горячему копчению. Идёт на производство рыбной муки. Является желанным трофеем для рыболовов-любителей. Во Флориде запрещено ловить большеглазую сельдь брезентовыми и опутывающими сетями. Международный союз охраны природы присвоил виду охранный статус «Вызывающий наименьшие опасения».